# 마리아 테레지아 광장

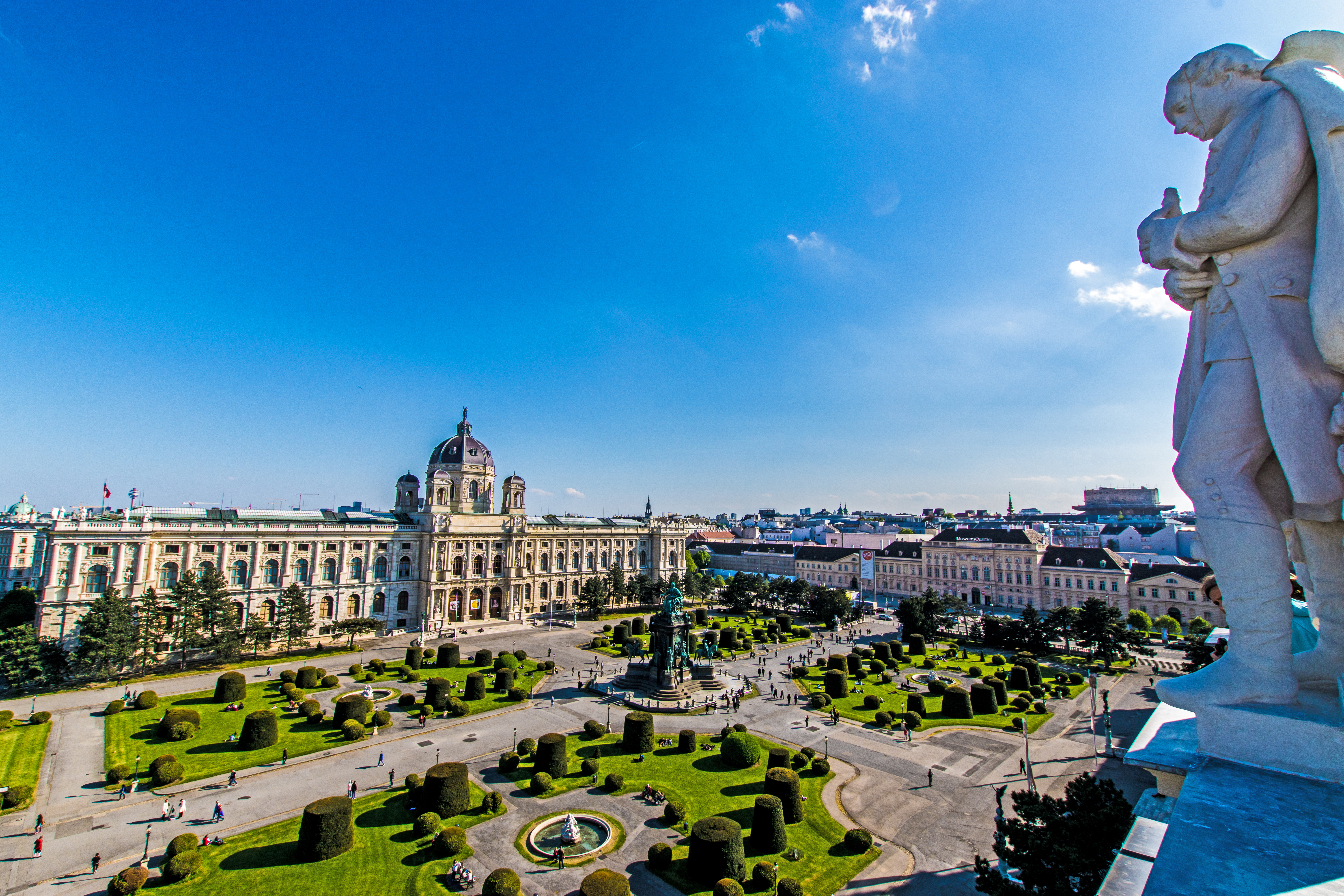
마리아 테레지아 광장

마리아 테레지아 광장(독일어: Maria-Theresien-Platz)은 오스트리아 빈에 있는 광장이다. 링슈트라세와 무제움스크바르티어를 연결한다. 광장의 양쪽에는 빈 자연사 박물관과 빈 미술사 박물관이 있다. 두 건물은 정면의 조각상을 제외하고는 거의 똑같다.